# Teletubbies
Els Teletubbies és una sèrie de la televisió BBC creada per a la mainada d'un a quatre anys, produïda des de l'any 1997 fins al 2001 per Ragdoll Productions. Va ser creada per Anne Wood CBE, la directora creativa de Ragdoll, i Andrew Davenport, que va escriure cada un dels 365 capítols que conformen la sèrie. Narrada per Tim Whitnall, el programa es va convertir ràpidament en un èxit crític i comercial a Gran Bretanya i a l'estranger (en particular destaca pel seu alt valor de producció), i va guanyar el seu BAFTA el 1998. Encara que l'espectacle està adreçat a nens entre les edats d'un i quatre, té un important culte amb les generacions de més edat, principalment estudiants universitaris, que van comprar l'habitual regulació T Shirts. Es pot veure el programa per Jetix a Espanya i Discovery Kids a Sud-amèrica. A Catalunya va formar part de la programació del Club Super 3. El doblatge va ser produït per International Sound Studio i dirigit per Marc Zanni. Compta amb les veus de Roser Cavallé (narradora), Amadeu Aguado (Tinky-Winky), el mateix Zanni (Dipsy), Meritxell Ané (La-la) i Roser Aldabó (Po). En el doblatge es va disposar de les veus de 48 infants i nens, incloent-hi futurs actors de doblatge com Irene Miràs i Klaus Stroink.

## Els personatges
Els quatre Teletubbies són: Tinky Winky (porpra), Dipsy (verd), Laa-Laa (groga), i Po (vermella). En cada capítol dels Teletubbies juguen a una cosa nova, no obstant això, cada personatge té una joguina particular:
- En Tinky-Winky té una bossa de mà rosa.
- En Dipsy té un barret de copa amb un estampat de taques de vaca.
- Na La-la té una pilota a la que anomenen "Pilota de la La-la".
- Na Po fa bombolles de sabó i té un patinet.

Altres personatges de la sèrie són la Noo-Noo (una aspiradora amb vida pròpia), el sol representat per la cara d'un nen i una veu en off que surt d'uns tubs des del terra.

## Sobre els teletubbies
Descripció
Els teletubbies tenen aspecte de grans ninots (són persones dins d'una disfressa) de formes arrodonides, grans orelles i amb un tub a manera d'antena plegat en diferents formes geomètriques en la part superior del cap. Tenen tot el cos d'un color uniforme, cada teletubbie un de diferent, excepte la cara i un quadrat gris a la panxa. Aquest quadrat és una pantalla de la qual surten periòdicament al llarg del programa les projeccions amb els reportatges de nens realitzant diverses activitats. Els rostres de tots els teletubbies són pràcticament iguals, d'aspecte infantil, amb grans ulls i en lloc de nas tenen un petit morro similar al d'un gatet, de manera que es diferencien els uns dels altres només pel seu color, la forma de la seva antena i l'alçada.
On viuen
Els teletubies viuen en una casa subterrània enmig d'un enorme jardí. La casa està integrada completament al jardí, ja que des de l'exterior només s'aprecia com un monticle totalment cobert de gespa, amb una porta i dues finestres semicirculars blanques. El jardí de herba verda tallada meticulosament està poblat de flors multicolors i conillets. El cel del món dels teletubbies es caracteritza per tenir un sol amb cara de bebè somrient .

### El que mengen
La dieta dels Teletubbies és bàsicament la tubbicrema i el tubbipà, que això els aporta suficient calories per seguir jugant.

### Jocs
En el mercat, existeix un programa d'ordinador específic d'aquests personatges.

## Controvèrsia amb en Tinky Winky
Alguns sectors conservadors han protestat per les suposades associacions de Tinky Winky, el Teletubbie blau fosc o morat, amb l'homosexualitat. Tinky Winky utilitza una bossa de mà vermella (és una bossa màgica, pot enregistrar la veu), té un triangle invertit (\ /) al cap i alguns observen en ell certs posats "femenins" per un dels símbols de la dona (\ /), el qual fa referència a una vagina o un úter. Fa temps, una associació conservadora nord-americana va intentar boicotejar la sèrie per aquesta raó.
A Polònia la Defensora del Menor també va intentar investigar si aquest Teletubbie "fomenta" l'homosexualitat, però va haver de fer marxa enrere davant el rebuig de la Comissió Europea.
El juliol de 1997 Andy Medhurst va escriure una carta a The face criticant que el Teletubbie Tinky-Winky portés una bossa "de dona". Tot i això, no va ser fins al 1999 que la controvèrsia es va fer coneguda.
El febrer del 1999 el pastor evangelical Jerry Falwell va advertir als pares que el Tinky-Winky podia ser un símbol d'homosexualitat "és morat -el color de l'homosexualitat- i l'antena del cap dibuixa un triangle -un altre símbol homosexual".
Un portaveu de Itsy Bitsy Entertainment Co. va dir: "El fet que porti una bossa màgica no el fa homosexual. És un espectacle per als nens. És extravagant pensar que estem difonent cap aspecte sexual".
El 2007 el defensor del poble polonès i de la infància, Ewa Sowińska, va mostrar la seva preocupació pel tema i en va encarregar una investigació.

## Canvi radical en la seva escenografia i orientació
L'any 2004 (aproximadament) l'orientació del programa canvia radicalment, segueix tenint els 4 Teletubbies, l'aspiradora i la màquina de "tubbicrema", però l'escenografia es fa més simple; al principi es tractava d'un suposat bosc amb un sol amb cara de nadó, conills i flors parlants, i a partir d'aquesta data ja no apareix cap escenografia, únicament un fons que canvia de colors constantment (verd, blau, vermell, groc), els personatges com les flors parlants, els conills, així com un "periscopi" parlant que sortia constantment durant el xou, ha desaparegut també. El sentit del programa es torna més senzill, (molt sovint diuen "o'a, o'a, o'a, o'a, o'a (hola)", "adéu, adéu, adéu, adéu", entre altres coses simples). Abans es transmetien breus blocs de nens de tot el món, que eren com 4 per capítol, ara n'és només un que és brevíssim. El nom d'aquesta temporada és Teletubbies arreu.

## Teletubbies en altres idiomes
- Àrab: تيليتابيز
- Cantonès:天线得得B
- Castellà: Los Teletubbies
- Coreà: 꼬꼬마 텔레토비
- Eslovè: Telebajski
- Estonià: Teletupsud
- Finès: Teletapit
- Francès: Les Teletubbies
- Georgià: ტელეღიპუცები
- Hebreu: טלטאביז
- Islandès: Stubbarnir
- Irlandès: Teletubbanna
- Japonès: Teletabbisu (テレタッビス)
- Lituà: Teletabiai
- Noruec: Teletubbiene
- Polonès: Teletubisie
- Rus: Телепузики (Telepuziki)
- Serbi: Телетабиси
- Xinès tradicional: 天线宝宝
- Xinès simplificat: 天线宝宝

Nota: a Mèxic va existir un programa anomenat Telechobis que s'abandonà per ser la còpia dels Teletubbies